# Теодоул Парсакоутен
Теодул Парсакутен ( грч. Θεόδουλος Παρσακουτηνός   ) је био византијски генерал, чија је жена била члан породице Фока . Заробљен је од стране Хамданидског емира Саифа ал-Давле 954. и остао је у заточеништву до 966. године.

## Живот
Презиме породице (погрешно написано Παρσακουντηνος, Парсакоунтен, у неким рукописима) потиче од локалитета „Парсакоуте“ (Παρσακουτη). Теодул је први познати члан породице и оженио се женом из моћне породице Фока, очигледно ћерком генерала Варде Фоке Старијег, оца генерала и будућег цара Нићифора II Фоке (владао 963–969). Теодул и његова неименована жена имали су три сина, Теодора, Варду и Нићифора . 
Његова каријера је мало позната, осим неких референци у арапским изворима, који га називају "Једнооки" ( ал-А'вар ) и бележе да је био патрикиос и командант ( стратегос ) тема  Камандосу и Ликандосу у 954, када га је заједно са једним од својих синова (Вардом или Нићифором) у Хадату заробио Хамданидски емир Алепа, Саиф ал-Давла . 
У јесен 962. године, Теодулов син Теодор је у нападу заробио Саиф ал-Давлиног рођака, Абу Фираса ал-Хамданија, и покушао да свог затвореник замени за његовог оца и једног од његове браће. Ово је било без непосредног успеха, пошто је Абу Фирас остао заробљеник све до размене заробљеника 966. године, када су Теодул и сви други високорангирани византијски заробљеници такође размењени. 